# الغواصة الألمانية يو-183
غواصة يو-183  غواصة يو بوت ألمانية من الفئة التاسعة سي/40 بنيت لسلاح بحرية ألمانيا النازية كريغسمارينه، في أحواض بناء السفن والآلات الألمانية وإيه جي فيزر في بريمن خلال الحرب العالمية الثانية. أبحرت يو -183 في 3 يوليو ووصلت إلى بينانغ في 27 أكتوبر 1943، ثم غرقت بعد عامين في بحر جاوا بواسطة USS Besugo (SS-321).